# أدبيات التمريض
أدبيات التمريض هي مقالات في مجلات ونصوص لكتب مخصصة لحقل التمريض والتي شكلت تاريخ التمريض. وأصبحت مجلات التمريض تحت تأثير فلورنس نايتينجيل حقلاً علمياً للدراسة وتخصُّصاً مستقلاً في مجال الرعاية الصحية. وفي السادس من آذار عام 1886م، تم نشر النيتينغيل لتصبح أول مجلة للتمريض. كما أنه في عام 1900م بدأت المجلة الأمريكية للتمريض بالنشر لتصبح أول مجلة للتمريض يتم إدارتها من قبل ممرضين. إذ أنها لا تزال المجلة التمريضية الأقدم تداولاً. وفي عام 1952م عُدّت النيتينغيل أول مجلة خصصت لأبحاث التمريض، إذ أنه تم من خلالها نشر أبحاث للتمريض.
ومع نمو المهنة، بدأت مجلات جديدة بالنشر لتتضمن مجلات قد خصصت للعديد من تخصصات التمريض. ولا تزال تعتبر مجلات التمريض الطريقة الأساسية التي يشارك فيها مجتمع التمريض المعلومات ونشر نتائج البحث. وتعد غالبا هذه المجلات الأكثر مراجعة، إذ تحتوي على مقالات افتتاحية، وتقارير عن الأبحاث الأصلية، لتتضمن بما في ذلك التجارب العشوائية المبنية على الشواهد، والدراسات القائمة على الملاحظة، والمراجعات المنهجية، والتحليلات الوصفية، والبحوث النوعية. وتشمل بعض المجلات تقارير الحالات ودراستها. ومع ظهور التمريض القائم على الأدلة ازدهرت أعداد المجلات. كما أن أكثر المجلات الصحفية يتم فهرستها في المكتبة الوطنية للطب ببيداتاباس وكذلك العديد من قواعد البيانات الأخرى بما في ذلك المؤشر التراكمي للتمريض وتاريخ الصحة.

## النصوص التمريضية
وعلى نطاق واسع كتبت نايتينجيل خلال سنوات عملها كممرضة إذ أن أكثر أعمالها أهمية يشير إلى التمريض على أنه يزود مقدمي الرعاية الصحية تعليمات مثل الممرضات حول كيفية توفير الرعاية للجرحى والمرضى بالإضافة إلى مواضيع تعزيز الصحة. وبالرغم من أنها ليست كاتبة رسمية للتمريض إلا أنها تعتبر أول كاتبة علمية عن الرعاية التمريضية.
وكما أنه يعد الكتاب العلمي الأول للتمريض بشكل عام مقبولاً ككتاب نصي لمبادئ وممارسات التمريض من قبل بيرثا هارمر، وهي ممرضة كندية ومعلمة مبكرة للتمريض. وكما تعد فيرجينيا هندرسون واحدة من أوائل معلمي التمريض التي تعمل على نشر الكتابات العلمية للتمريض داخل الكتب المدرسية واستعمالها في المدارس وكليات التمريض.